# Bulbucata
Bulbucata é uma comuna romena localizada no distrito de Giurgiu, na região de Muntênia. A comuna possui uma área de 24.63 km² e sua população era de 1451 habitantes segundo o censo de 2007.